# Distretto di Biłgoraj
Il distretto di Biłgoraj (in polacco powiat biłgorajski) è un distretto polacco appartenente al voivodato di Lublino.

## Geografia antropica

### Suddivisioni amministrative
Il distretto comprende 14 comuni.
- Comuni urbani: Biłgoraj
- Comuni urbano-rurali: Frampol, Józefów, Tarnogród
- Comuni rurali: Aleksandrów, Biłgoraj, Biszcza, Goraj, Księżpol, Łukowa, Obsza, Potok Górny, Tereszpol, Turobin